# Salvatore Santostefano
Salvatore Santostefano (1972 o 1973) è un poliziotto italiano, sovrintendente.
Nel maggio 2016 il politico Giuseppe Antoci fu oggetto di un attentato. A salvargli la vita furono Santostefano insieme a Daniele Manganaro, Sebastiano Proto e Tiziano Granata. Già promossi nel 2020 dal capo di Polizia Franco Gabrielli, nel 2024 ricevono l'onorificenza della Medaglia d’oro al valor civile a seguito di concessione da parte di Sergio Mattarella, Presidente della Repubblica Italiana.